# Kostel Navštívení Panny Marie (Polní Voděrady)
Kostel Navštívení Panny Marie v Polních Voděradech leží při západním okraji obce.
Je chráněn jako kulturní památka České republiky.

## Historie
Kostel stojí na místě románského kostela z 12. století. Nový gotický kostel byl postaven v první polovině 14. století. V roce 1759 byla zvýšena věž kostela a v letech 1770–1771 byl kostel upraven barokně. Kostel je nyní spravován kolínskou farností.

## Popis
Kostel je jednolodní, orientovaný s pravoúhlým kněžištěm bez opěrných pilířů. Na západním průčelí je jednolodní přízemní přístavek předsíně. Věž je umístěna v koutě mezi lodí a kněžištěm. Věž má dvě patra oddělená římsami, nároží je zdobeno lizénami. Ve druhém patře je na každé straně okno, s nadokenní segmentovou, dvakrát zalomenou římsou.
Loď má rozměry 8,65 x 9,30 metru, kněžiště je čtvercové se stranou 6,10, oddělené triumfálním gotickým obloukem širokým 5,17 metru. Žebra kněžiště začínají metr nad zemí, stoupají v nízkém oblouku a protínají se v hladkém svorníku.
Po levé straně kněžiště je sanktuárium s obdélníkovým otvorem 0,71 x 0,92 metru, obložený kamenem. Do sakristie, která je umístěna v přízemí věže, vedou dveře gotickým obloukem.
Varhany pochází od Antonína Mölzera z Kutné Hory.

## Další fotografie

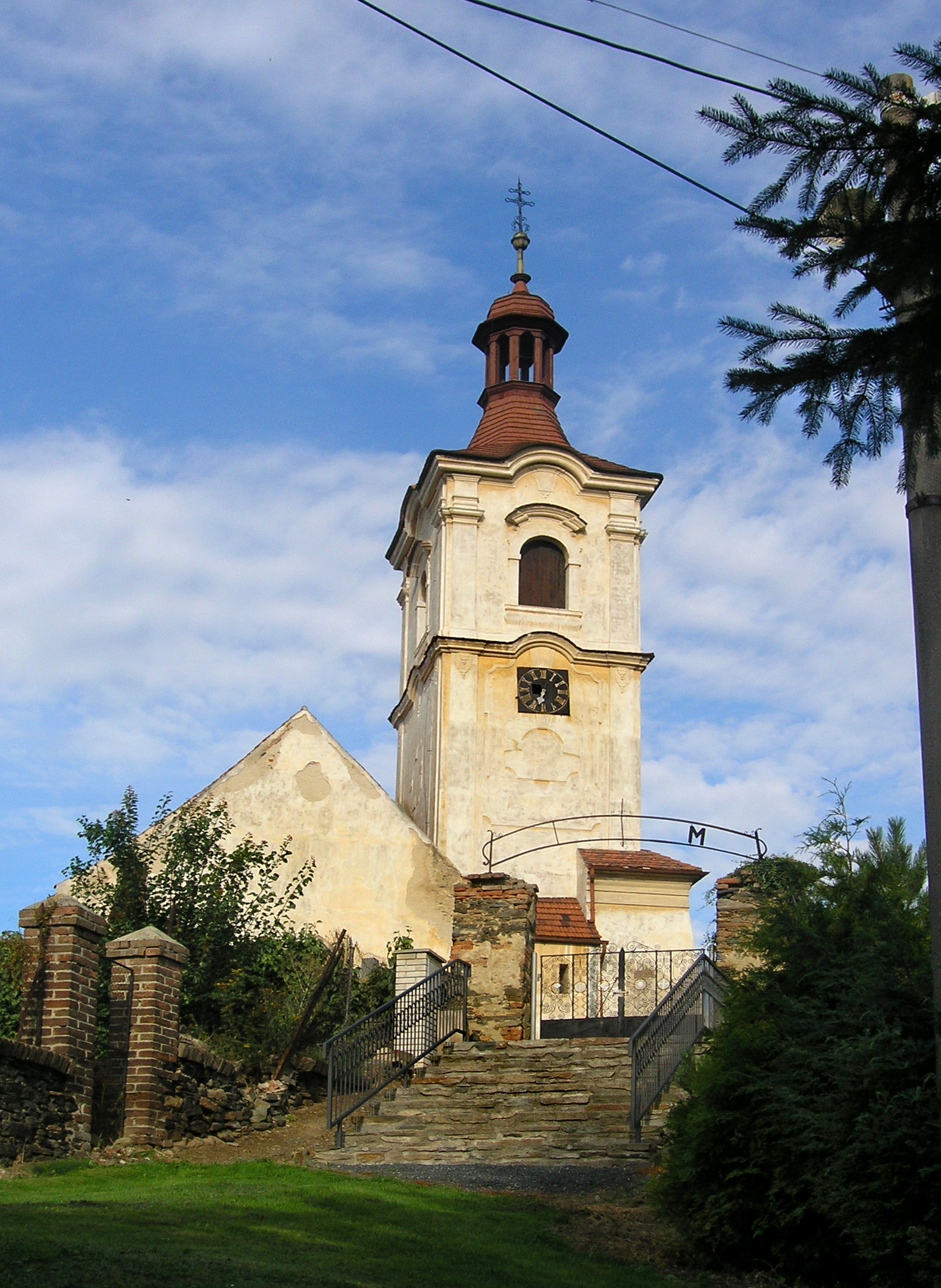
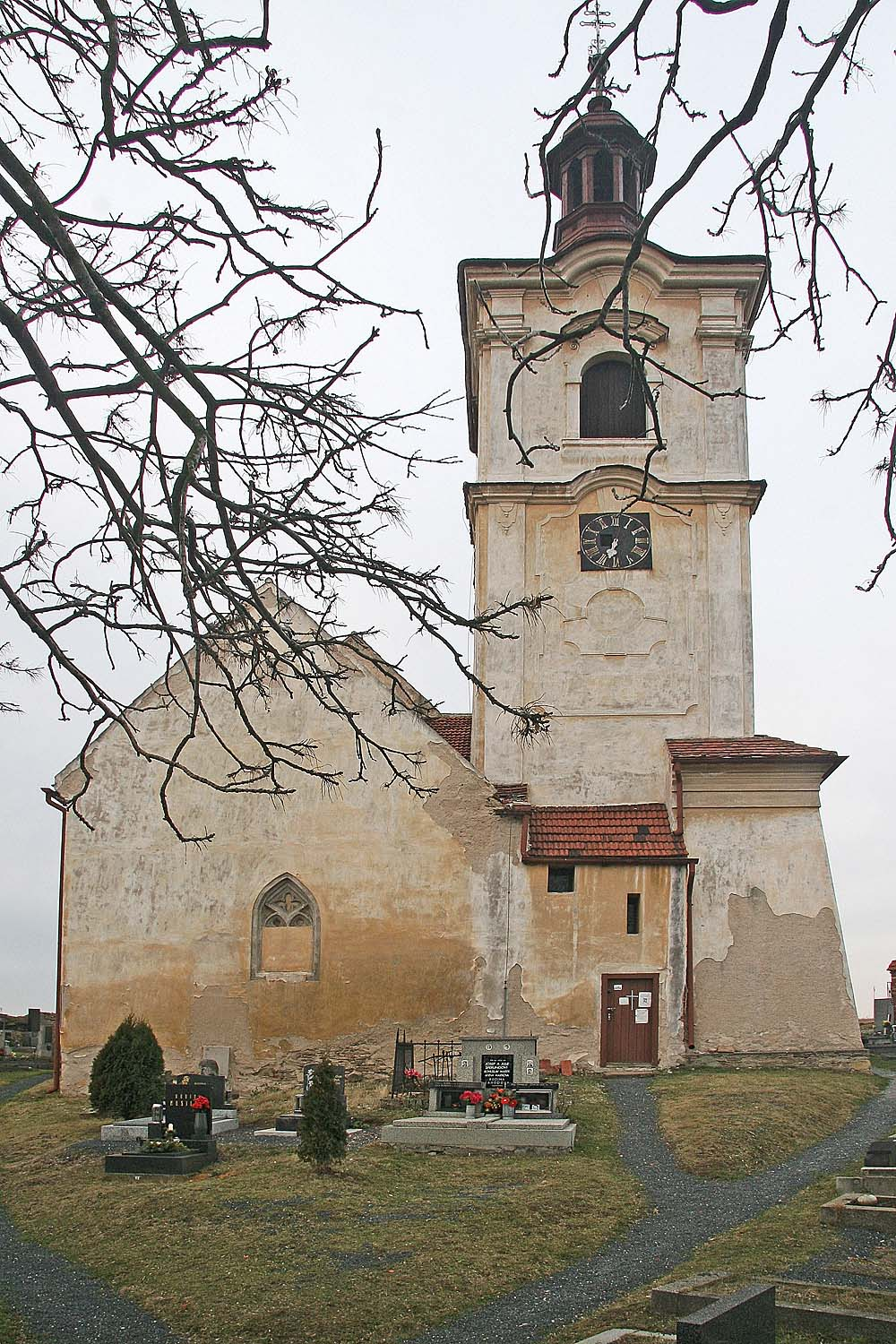